# 中期プラトン主義

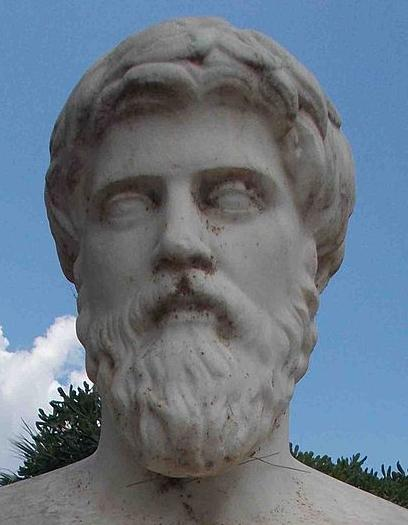
プルタルコス。『プラトン哲学に関する諸問題』（『モラリア』13巻所収）などを著した。

中期プラトン主義（ちゅうきプラトンしゅぎ）または中期プラトニズム (ちゅうきプラトニズム、英: Middle Platonism, 独: Mittelplatonismus) は、前1世紀から後3世紀のローマ哲学において、プラトン哲学を解釈した学派・思潮を指す。それまでプラトン主義の本流だったアカデメイア派と異なり、懐疑主義よりも独断主義の立場をとった。同時代の新ピタゴラス主義と一部重なり、ともに後3世紀以降の新プラトン主義に引き継がれた。
主な人物に、アスカロンのアンティオコス、プルタルコス、アプレイウス、アレクサンドリアのフィロン、トラシュロス、エウドロス、スミュルナのテオン、ガイウス、アルビノス、アルキノオス、アッティコス、タウロス、テュロスのマクシモスがいる。

## 概観
「中期プラトン主義」という名称は、20世紀初頭ドイツの学者プレヒター により導入された。以来、新プラトン主義の前座にすぎないとして軽視されていたが、20世紀末のディロンにより初めて主題的に研究された。
「初期プラトン主義」 (英: Early Platonism) すなわち前4世紀後半から前3世紀前半までのアカデメイア（旧アカデメイア）は、懐疑主義的な「アカデメイア派」に取って代わられた。前86年、第一次ミトリダテス戦争でアテナイがスッラに占領されると、アカデメイア派は衰退した。同じ頃、キケロの師アスカロンのアンティオコスが、ストア派との折衷主義のもと、懐疑主義を拒絶してプラトンを再解釈し、中期プラトン主義の草分けとなった。
現存する中期プラトン主義の文献として、アルビノス『プラトン対話篇入門』、アルキノオス『プラトン哲学講義』、アプレイウス『プラトンとその学説』、ディオゲネス・ラエルティオス『ギリシア哲学者列伝』第3巻のプラトン伝、スミュルナのテオン『プラトンを読むための数学的事項に関する解説』、プルタルコス『モラリア』の諸篇、アレクサンドリアのフィロンの著作、著者不明の『テアイテトス注解』出土パピルス、ほか複数の断片がある。
中期プラトン主義は、地理的中心をもたず、地中海世界各地で個別に展開されたが、とくに「アレクサンドリア学派」で知られる文献学・文法学の中心地、アレクサンドリアで盛んになった。アレクサンドリアのフィロンやエウドロス、トラシュロスは、新ピタゴラス派的立場からプラトンを解釈した。アレクサンドリア以外でも、モデラトスやヌメニオスが同様の解釈をした。なお、トラシュロスは4部作9編の『プラトン全集』を編纂したことでも知られる。
中期プラトン主義はグノーシス主義にも影響を与えたことが、ナグ・ハマディ文書から窺える。
アプレイウスやテュロスのマクシモスは「第二次ソフィスト思潮」にも属する。
後3世紀半ばに活動したプロティノスらを境に、中期プラトン主義が終わり新プラトン主義が始まった。

## 特徴
中期プラトン主義の特徴として、ヘレニズム哲学やアリストテレスとの折衷主義、「プラトンの不文の教説」を背景とした新ピタゴラス主義的「数」の重視、善のイデアと神との同一視、イデアと神の思考内容（ノエーマ νόημα）との同一視、論理学・自然学・倫理学の哲学三部分類、神をまねる倫理的生き方の実践、などが挙げられる。
新プラトン主義との違いとして、『パルメニデス』を形而上学的著作として注釈しなかったこと、善のイデアをあくまで善なる神として、「存在の彼方」とはしなかったこと、などが挙げられる。

### 原典文献
- アルビノス他著『プラトン哲学入門』中畑正志編、鎌田雅年；久保徹；國方栄二；脇條靖弘；木下昌巳；村上正治訳、京都大学学術出版会〈西洋古典叢書〉、2008年。ISBN 9784876981809

アルビノス『プラトン対話篇入門』、アルキノオス『プラトン哲学講義』、アプレイウス『プラトンとその学説』、ディオゲネス・ラエルティオス『プラトン伝』、オリュンピオドロス『プラトン伝』、著者不明『プラトン哲学序説』
- プルタルコス『モラリア 13』戸塚七郎訳、京都大学学術出版会〈西洋古典叢書〉、1997年。ISBN 9784876981069

『プラトン哲学に関する諸問題』、『『ティマイオス』における魂の生成について』ほか
- 『プラトン全集 別巻』角川書店、1977年。ISBN 978-4045109119

ディオゲネス・ラエルティオス『プラトン』、オリュムピオドロス『プラトン伝』、プルタルコス『プラトン哲学の諸問題』、アノニュモス『プラトン哲学緒論』